# باتريك أوكونكو
باتريك أوكونكو (بالإنجليزية: Patrick Okonkwo) هو لاعب كرة قدم نيجيري في مركز الهجوم، ولد في 23 أبريل 1998 في لاغوس في نيجيريا. لعب مع اتلانتا يونايتد 2 وتشارلستون بيتري.

## وصلات خارجية
- باتريك أوكونكو على موقع الدوري الأمريكي (الإنجليزية)
- باتريك أوكونكو على موقع قاعدة بيانات كرة القدم.إي يو (الإنجليزية)
- باتريك أوكونكو على موقع Soccerbase.com (لاعب) (الإنجليزية)
- باتريك أوكونكو على موقع Soccerway.com (الإنجليزية)
- باتريك أوكونكو على موقع عالم كرة القدم.نت (الإنجليزية)